# Tiếng Kabardia
Tiếng Kabardia (tiếng Kabardia: qabardejbzaⓘ; tiếng Adyghe: адыгэбзэ, къэбэртай адыгабзэ, къэбэртайбзэ), còn được gọi là Kabardino-Cherkess (къэбэрдей-черкесыбзэ) hoặc Đông Circassia là một ngôn ngữ thuộc ngữ hệ Tây Bắc Kavkaz, có mối quan hệ chặt chẽ với tiếng Adyghe. Nó được sử dụng chủ yếu ở các khu vực các nước cộng hòa Bắc Kavkaz Kabardino-Balkaria và Karachay-Cherkessia (Đông Circassia) và ở Thổ Nhĩ Kỳ, Jordan và Syria (cộng đồng sau chiến tranh mở rộng). Nó có 47 hoặc 48 âm vị, trong đó 22 hoặc 23 là âm xát, tùy thuộc vào việc người ta có tính [h] là âm vị hay không, nhưng nó chỉ có 3 nguyên âm. Đây là một trong số rất ít ngôn ngữ có một sự phân biệt rõ ràng giữa âm xát tống ra và âm tắc xát tống ra.
Tiếng Kabardia có hai phương ngữ chính: Kabardia và Besleney. Một số nhà ngôn ngữ học cho rằng tiếng Kabardia chỉ là một phương ngữ của tiếng Adyghe hoặc Circassia lớn hơn, bao gồm tất cả các phương ngữ của tiếng Adygea và tiếng Kabardia, và bản thân người Kabardia thường gọi ngôn ngữ của họ là Adighabze (tiếng Adygea). Một số nhà ngôn ngữ học, bao gồm Georges Dumézil, đã sử dụng thuật ngữ "Đông Circasia" (cho Kabardia) và "Tây Circassia" (cho Adygea) để tránh sự nhầm lẫn đó, nhưng cả "Circassia" và "Kabardia" vẫn có thể được tìm thấy trong văn liệu ngôn ngữ học. Có một số khác biệt về ngữ âm và từ vựng quan trọng tạo ra sự tách biệt hợp lý giữa hai phương ngữ Circassia đông và tây, nhưng mức độ thông hiểu lẫn nhau giữa chúng vẫn chưa được xác định. Vấn đề càng thêm phức tạp bởi sự tồn tại của Besleney, thường được coi là phương ngữ của tiếng Kabardia nhưng cũng có nhiều đặc điểm nhất định của tiếng Adygea.
Tiếng Kabardia được viết bằng chữ Kirin và đóng vai trò là ngôn ngữ văn học cho người Circassia ở cả Kabardino-Balkaria (nơi nó thường được gọi là "tiếng Kabardia") và Karachay-Cherkessia (nơi nó được gọi là "tiếng Cherkess").
Giống như tất cả ngôn ngữ Tây Bắc Kavkaz khác, tiếng Kabardia là một ngôn ngữ khiển cách (ergative) và có một hệ thống động từ vô cùng phức tạp.
Kể từ năm 2004, tập đoàn truyền hình nhà nước Thổ Nhĩ Kỳ TRT đã duy trì chương trình phát phương ngữ Terek của tiếng Kabardia nửa giờ một tuần.